# Stenasilus impendens
Stenasilus impendens är en tvåvingeart som först beskrevs av Christian Rudolph Wilhelm Wiedemann 1828.  Stenasilus impendens ingår i släktet Stenasilus och familjen rovflugor. Inga underarter finns listade i Catalogue of Life.